# Петра Влгова
Петра Влгова (словац. Petra Vlhová) — словацька гірськолижниця, олімпійська чемпіонка 2022 року, переможниця та призерка чемпіонатів світу, володарка Кубку світу 2020/21 у загальному заліку.
На Олімпійських іграх в Сочі Влгова виступала в технічних дисциплінах і обидва рази потрапляла до тридцятки найсильніших, ставши 19-ю в слаломі і 24-ю в гігантському слаломі.
Першу срібну медаль чемпіонату світу Влгова здобула на чемпіонаті 2017 року в командних змаганнях. На чемпіонаті 2019 року в шведському Оре вона виборола ще одну срібну медаль, цього разу в комбінації. В Оре вона стала чемпіонкою світу після перемоги в гігантському слаломі.

## Результати чемпіонатів світу
| Рік  | Вік | Слалом | Гігантський слалом | Супергігант | Швидкісний спуск | Комбінація |
| ---- | --- | ------ | ------------------ | ----------- | ---------------- | ---------- |
| 2013 | 17  | DNF1   | —                  | —           | —                | —          |
| 2015 | 19  | 44     | 30                 | —           | —                | —          |
| 2017 | 21  | 4      | 8                  | —           | —                | —          |
| 2019 | 23  | 3      | 1                  | —           | —                | 2          |
| 2021 | 25  | 2      | 12                 | 9           | 2                | —          |

## Результати Олімпійських ігор
| Рік  | Вік | Слалом | Гігантський слалом | Супергігант | Швидкісний спуск | Комбінація |
| ---- | --- | ------ | ------------------ | ----------- | ---------------- | ---------- |
| 2014 | 18  | 19     | 24                 | —           | —                | —          |
| 2018 | 22  | 13     | 13                 | 32          | DNF              | 5          |
| 2022 | 26  | 1      | 14                 | —           | —                | —          |